# Macrodontia crenata
Macrodontia crenata é um inseto da ordem Coleoptera e da família Cerambycidae, subfamília Prioninae e gênero Macrodontia; um besouro cujo habitat são as florestas tropicais úmidas da região neotropical; distribuído no norte e oeste da América do Sul, no Brasil (estados do Acre, Amazonas, Pará, Rondônia, Mato Grosso, Goiás e Mato Grosso do Sul), Guiana Francesa (seu holótipo avistado em Caiena, de onde fora relatado pelo Sr. Gautier), Suriname, Venezuela, Colômbia, Equador, Peru, Bolívia e Paraguai. Fora descrito em 1795 por Guillaume-Antoine Olivier, com a denominação Prionus crenatus, em sua obra Entomologie ou Histoire Naturelle des Insectes (páginas 27-28); apresentando, esta espécie, dimorfismo sexual aparente, com machos possuindo suas mandíbulas mais desenvolvidas; ambos os sexos com élitros, protórax e cabeça de coloração castanho-amarelada a castanho-escura (Macrodontia castanea Blanchard, 1848), às vezes com faixas enegrecidas; o protórax apresentando quatro fortes espinhos laterais, acima e abaixo, dois de cada lado (Prionus quadri-spinosus Schönherr, 1817; Macrodontia quadrispinosa Audinet-Serville, 1832).

## crenata
O nome do seu descritor específico, crenata, é a forma feminina da palavra latina crenatus, que significa “com dentes rombos”. Provavelmente isso se referindo ao aspecto das mandíbulas dos machos. A inclusão de Prionus crenatus no gênero Macrodontia (e sua mudança para crenata) ocorreu no texto, escrito em 1839 pelo entomologista francês Hippolyte Louis Gory, "Note monographique sur le genre Macrodontia, établi par M. Audinet-Serville, dans sa nouvelle classification des longicornes publiée dans les Annales de la Société entomologique", do tomo 8 dos Annales de la Société Entomologique de France.

## Biologia
Segundo Ângelo Moreira da Costa Lima, as larvas de quase todas as espécies de Cerambycidae da subfamília Prioninae desenvolvem-se em troncos cortados ou já secos, por isso os seus representantes não têm tanta importância econômica para as plantas cultivadas.